# Marie Jules Louis d'Y de Résigny
Marie Jules Louis d'Y de Résigny, né le 24 août 1788 à Résigny et mort le 25 octobre 1857 à Paris, est un général de brigade français.

## Biographie
Fils de Marie-Louis-Étienne d'Y, chevalier, seigneur de Résigny, officier d’infanterie au régiment de Bourbon, marié avec Marie-Louise de Macquerel .
Il entre à l'école militaire de Fontainebleau en 1805, nommé sous-lieutenant, au 7e régiment de chasseurs à cheval, le 3 janvier 1807 et lieutenant dans le même corps en 1810, il y sert sans interruption jusqu'en 1813 époque à laquelle il est promu au grade de capitaine et décoré de la Légion d'honneur. Il passe aide de camp auprès du duc de Plaisance en 1813.
Louis d'Y de Résigny fait toutes les campagnes de la grande armée : campagne de 1806 et de 1807, en Prusse et en Pologne ; celle de 1808, en Espagne; celle de 1809, en Allemagne; celle de 1812, en Russie ; les deux campagnes de 1813, en Allemagne et enfin, celle de France, en 1814.
Napoléon Ier, à son retour de l’île d'Elbe, l'attache à sa personne comme officier d'ordonnance le 22 avril 1815. En 1815, Louis d'Y de Resigny accompagne Napoléon Ier jusque sur le HMS Bellerophon, d'où il est transféré, avec six autres officiers et dix hommes du service de l'Empereur, à bord d'une corvette qui marche de conserve avec le Bellérophon ; plus tard, il est réuni avec les généraux Savary et Lallemand et conduit avec eux, comme prisonnier de guerre, à Malte où il reste jusqu'au mois d'août 1816, époque à laquelle il recouvre la liberté.
Il épouse secrètement en Italie Aglaé Auguié, veuve du maréchal Ney.
Rayé des cadres de l'armée, Louis d'Y de Résigny rentre dans la vie civile jusqu'en 1830. Il reprend alors du service et est attaché au  6e Régiment de Hussards comme lieutenant-colonel. En janvier 1832, il est nommé colonel du  1er Régiment de Dragons. Le 18 décembre 1841, il est promu maréchal de camp.
Louis d'Y de Resigny fut ensuite commandeur de la Légion d'honneur, et il commande la 5e subdivision de la 3e division militaire.
Grand Officier de la Légion d'honneur le 31 décembre 1852.

## Distinctions
- Grand officier de la Légion d'honneur[2]

## Armes
|  | Famille d'Y d'azur à trois chevrons d'or. |

## Source
- « Marie Jules Louis d'Y de Résigny », dans Charles Mullié, Biographie des célébrités militaires des armées de terre et de mer de 1789 à 1850, 1852 [détail de l’édition]
- Almanach militaire de 1853.
- Isidore-Philoximène Mien-Péon, Le Canton de Rozoy-sur-Serre : histoire, géographie, biographie, statistique, Saint-Quentin, Jules Moureau, 1865, 519 p. (lire en ligne).
- J. Duverger, « d'Y de Résigny », Le Biographe universel, vol. 11,‎ 1846 (lire en ligne, consulté le 13 mai 2019).